# Paris-Roubaix 2007
Paris-Roubaix 2007 a fost a 105-a ediție a Paris-Roubaix, o cursă clasică de ciclism de o zi din Franța. Evenimentul a avut loc pe 15 aprilie 2007 și s-a desfășurat pe o distanță de 259 kilometri până la velodromul din Roubaix. Câștigătorul a fost Stuart O'Grady din Australia de la echipa Team CSC.

## Rezultate
| Loc | Concurent                 | Echipă                | Timp       |
| --- | ------------------------- | --------------------- | ---------- |
| 1   | Stuart O'Grady (AUS)      | Team CSC              | 6h 09' 07" |
| 2   | Juan Antonio Flecha (ESP) | Rabobank              | + 52"      |
| 3   | Steffen Wesemann (SUI)    | Team Wiesenhof-Felt   | + 52"      |
| 4   | Björn Leukemans (BEL)     | Predictor–Lotto       | + 53"      |
| 5   | Roberto Petito (ITA)      | Liquigas              | + 55"      |
| 6   | Tom Boonen (BEL)          | Quick-Step–Innergetic | + 55"      |
| 7   | Roger Hammond (GBR)       | T-Mobile Team         | + 55"      |
| 8   | Enrico Franzoi (ITA)      | Lampre–Fondital       | + 56"      |
| 9   | Kevin van Impe (BEL)      | Quick-Step–Innergetic | + 1' 24"   |
| 10  | Fabio Baldato (ITA)       | Lampre–Fondital       | + 2' 27"   |